# Rockerduck
John Davison Rockerduck, (abbreviato spesso in John D. Rockerduck), più conosciuto semplicemente come Rockerduck, è un personaggio immaginario dei fumetti Disney che fa la sua prima apparizione nel 1961, in Zio Paperone e la superbenzina di Carl Barks.
Ricchissimo, ideato come secondo antagonista di Paperone dopo il più spietato sudafricano Cuordipietra Famedoro, viene utilizzato una sola volta da Barks e rare volte dai suoi colleghi statunitensi, salvo che per le storie del Disney Studio destinate per il mercato estero. Al contrario in Italia avrà molto successo, soppiantando Cuordipietra nel ruolo di rivale in affari di Paperone. Fa la sua prima apparizione animata solo nel 2019, nella nuova versione di Ducktales.

## Caratteristiche
Rockerduck è il terzo papero più ricco al mondo, dopo Paperone e Cuordipietra Famedoro, ed è dotato di occhiali con stanghette nere. Veste in modo molto più elegante e moderno rispetto a Paperone: mentre il vecchio avaro è raffigurato con la classica vestizione del tipico robber baron d'inizio Novecento (palandrana, cilindro e ghette), Rockerduck sfoggia bombetta, rossa, blu o nera a seconda della storia dove appare, giacca con cravatta, fiore all'occhiello e scarpe. Cinico e spregiudicato, ma di mentalità più aperta rispetto a Paperone, si differenzia da quest'ultimo e da Cuordipietra per un moderato amore per il lusso e per gli agi che la sua ricchezza può offrirgli, che lo differenzia dalla spilorceria esasperata del suo pur più ricco rivale. Nonostante non raggiunga i livelli di illegalità e crudeltà di Famedoro, cerca sempre di rovinare i piani di Paperone, ricorrendo a tutti i metodi, compresi quelli più scorretti; tuttavia, rispetto a Famedoro, è meno ossessionato dalla competizione con Paperone, probabilmente per via della vita agiata e spendacciona che conduce. Inoltre la rivalità con Paperone raramente sfocia sul personale (a differenza di Famedoro, con quest'ultimo che ha persino tentato di uccidere Paperone) limitandosi alla pura competizione lavorativa. 
Il suo cognome nasce come una storpiatura di quello del celebre magnate statunitense John Davison Rockefeller jr (1874–1960), del quale Rockerduck è la parodia. Lo stesso Rockefeller ha infatti ereditato la sua fortuna dal padre (da John Davison Rockefeller) e così la figura di Rockerduck sarà invece spesso delineata dagli autori come semplice erede della fortuna accumulata dal padre Howard Rockerduck; lo stesso Paperone è solito chiamare lo stesso John Rockerduck con l'appellativo "pivello", per sottolineare la sua natura di miliardario fasullo e inesperto, oltre che la differenza di età, e allo stesso modo Rockerduck chiama Paperone "vecchio rudere" o "vecchia tuba" o "vecchio cilindro" o "vecchia ghetta".

## Sviluppo
Il personaggio di Barks, appena abbozzato, è un biondo magnate rissoso e petulante, più ciarliero e fastidioso del bieco e sprezzante Cuordipietra (che comunque era stato usato solo tre volte dall'Uomo dei Paperi). A riprenderlo come rivale di Paperone ci pensarono Abramo e Giampaolo Barosso nella storia del 1963 Zio Paperone e il kiwi volante; in seguito, Rockerduck compare con frequenza regolare su Topolino per tutti gli anni '60, sovente impegnato in buffi siparietti di "scambio di convenevoli" a suon di pugni con Paperone; dalla fine del 1967, Guido Martina, uno dei primi storici autori Disney italiani, inizia a sfruttare molto il personaggio donandogli caratteristiche quasi da mafioso, facendogli organizzare perfino rapimenti, conducendolo a complessi atti di corruzione e manipolazione e affiancandogli talvolta come "scagnozzi" i Bassotti; il suo Rockerduck e il suo Paperone sono perennemente ai ferri corti, non sopportano neanche di incontrarsi per strada e si apostrofano con insulti sempre memorabili: Paperone lo bolla spesso come "pivello", "sciocco spendaccione", "miliardarucolo di serie B", "giovane allocco", "merlo", Rockerduck ribatte con appellativi come "vecchia tuba", "avarastro", "vecchio filibustiere", "mummia" o "rudere". 
Gli altri autori Disney accentueranno di più la tendenza di Rockerduck a investire liberamente il denaro, limitandone la cattiveria a scorrettezze e birbanterie che però non sconfinavano mai nella violenza. Quasi sempre sconfitto, sfoga la sua rabbia per un insuccesso divorando il proprio cappello (una bombetta) a morsi; alcune volte tuttavia riesce a battere la "vecchia tuba", grazie ai guai che Paperino causa allo zio, o perché Paperone cerca di risparmiare troppo compromettendo il risultato. A partire dagli anni '70 viene spesso accompagnato nelle storie da Lusky, il suo fedele segretario tuttofare, che come suggerisce il nome, non esita a seguire e aiutare il proprio principale nelle imprese più losche.
Parecchie volte Rockerduck e Paperone hanno fatto a gara per sottrarsi affari e tesori. Alla fine (quasi) ogni sfida viene vinta da Paperone, che si riconferma più ricco (ma anche più astuto) del giovane rivale. I due tuttavia non competono solo per aumentare il patrimonio, ma anche per il prestigio personale: essendo fortemente antitetici caratterialmente e disprezzandosi a vicenda, cercano di mettersi i bastoni tra le ruote per ogni iniziativa o affare. Dalle loro competizioni sono spesso scaturite grandi opere pubbliche, soprattutto nelle storie scritte dal maestro Giorgio Pezzin, oppure sono stati lanciati sul mercato prodotti avveniristici e rivoluzionari, rigorosamente contrapposti per il marchio "P.d.P" o "RK", che dominano la città di Paperopoli e non solo. Nella Storia e gloria della dinastia dei paperi (1970) di Guido Martina, vengono narrate le "gesta" di generazioni di paperi in otto puntate, e scopriamo che puntualmente a ogni antenato di Paperone si contrappose un Rockerduck del passato, in ogni epoca. La faida millenaria tra la propria stirpe e quella dei De Paperoni, in pratica l'eterna lotta tra due personalità e stili di vita opposti, culmina nell'episodio ambientato nel Klondike (secondo una cronologia diversa da quella immaginata da Don Rosa), in cui tra il padre di Paperone e quello di Rockerduck (Pykerdock) non corre buon sangue, e lo scontro tra i due farà finire entrambi all'ospedale, dove Pykerdock si innamorerà di un'infermiera, futura madre di John Rockerduck. In seguito, Paperone e Rockerduck nasceranno quasi in contemporanea (a differenza dell'interpretazione successiva che non li vuole coetanei) e inizieranno a farsi i dispetti già dalla culla, apostrofandosi reciprocamente "brutto!"
Paperone e Rockerduck hanno in alcune occasioni dimostrato una sorta di amicizia o di rispetto reciproco, maturate nel corso degli anni per il fatto di conoscersi a fondo pur continuando a sopportarsi poco, ed entrambi ovviamente non lo ammettono, anche se talvolta uno dei due è entrato in crisi quando l'altro per qualche motivo si ritirava dagli affari, fino a spendersi per fare in modo che tornasse per competere con lui, in una sorta di "dipendenza" per la quotidiana sfida che gli serve da stimolo per fare sempre meglio. Molto raramente anche Rockerduck è stato protagonista di alcune storie e non più semplice antagonista di Paperone.

### I nipoti di Rockerduck
In alcune rare occasioni, nel tentativo di realizzare un ambiente familiare speculare a quello di Paperone, gli autori Disney hanno ideato alcuni nipoti anche per Rockerduck.
Il primo è Pepito Rockerduck, che compare in Paperino e l'isola col singhiozzo, di Carlo Chendi e Giancarlo Gatti su soggetto di Dick Kinney; quindi George, Patrick e Simeon Rockerduck, che compaiono in alcune storie danesi; quindi Ricky Rockerduck, che compare in Rockerduck e il nipote migliore, di Nino Russo e Luciano Gatto.

### Roller Dollar
L'alter ego supercriminale di Rockerduck è Roller Dollar. Appare nella Saga degli Ultraheroes come alleato di Spennacchiotto e membro dei Bad-7. Il suo scopo è quello di creare un nuovo sistema economico, ovviamente tutto incentrato su lui medesimo.
Il suo costume è rosso e bianco, con gli occhiali ad oblò e i suoi gadget più importanti sono probabilmente i pattini che ha sotto le scarpe con cui gabberà Paperinika, venuta in aiuto di Iron Ciccius durante la lotta per gli ultrapod. Assieme agli altri Bad 7 e agli Ultraheroes parteciperà alla battaglia finale contro Eta Beta gigante.

## Storie americane
Nella storia d'esordio del personaggio, Rockerduck e Paperone litigano su chi dei due produca la benzina migliore. Decidono di competere in una gara di motoscafi per decretare in modo insindacabile di chi sia il prodotto migliore. Rockerduck, che già da questa storia non bada a spese, ingaggia tutti i concorrenti, mentre Zio Paperone obbliga il nipote Paperino a fargli da pilota. Dopo una serie di avventure rocambolesche (Paperino, distrutto il proprio motoscafo, giunge al punto di usare come natante un materasso), il protagonista si ritrova, con un motore fuoribordo incastrato sulla schiena, a vincere la corsa. Paperone esulta, ma la sua gioia è di breve durata: infatti, si scoprirà che il motore con il quale Paperino aveva tagliato il traguardo per primo non fosse il suo, bensì quello perso da un altro concorrente durante un maxitamponamento.
Rockerduck è stato utilizzato da Don Rosa durante la Saga di Paperon de' Paperoni dove appare bambino, già decisamente antipatico e supponente. Secondo la versione americana è figlio del miliardario Howard Rockerduck, cresce viziato dalla madre, fino a che non eredita la fortuna paterna. La rivalità tra i due deriva dal fatto che Paperone è un miliardario ottantenne nato in miseria e fattosi da solo che ama fare la morale agli altri, mentre Rockerduck è un giovane imprenditore che ha ereditato tutte le sue fortune e pensa di essere superiore solo in virtù del denaro, e i due si disprezzano a vicenda.

### Howard Rockerduck
Padre di John D. Rockerduck, porta la barba corta e un cappello a cilindro alla Abraham Lincoln, ed è un ricco imprenditore che si è "fatto da solo" proprio come si arricchirà Paperone in seguito. Compare per la prima volta in Il re di Copper Hill (1993) di Don Rosa e fa poi la sua seconda apparizione in una storia ambientata durante l'infanzia di Paperone: Decini e destini, in cui Rosa narra come la Numero Uno, moneta americana che nessuno sapeva come fosse finita in Scozia, sia stata lanciata insieme ad altri spiccioli per le strade di Glasgow proprio da Howard Rockerduck dalla sua carrozza a un gruppo di bambini poveri, tra cui c'era Matilda, sorella di Paperone.
Ne Il re di Copper Hill Howard è esasperato dal figlio John, viziato dalla madre snob e presuntuosa: inutilmente cerca di "raddrizzarlo" a colpi di frustino. Ammirato dell'impegno di Paperone, che incontra a Butte (Montana), decide di essere il mentore di questo giovane volenteroso, insegnandogli i trucchi per essere un buon minatore. Successivamente, sempre più affezionato al ragazzo, rivela a Paperone l'esistenza di un oscuro cavillo legale che gli consente di diventare proprietario della più grande miniera di rame del mondo sotto la Collina dell'Anaconda, miniera di cui lo stesso Howard è comproprietario; tuttavia, a causa dei debiti della famiglia in Scozia che vanno immediatamente saldati pena la confisca del castello dei De' Paperoni, Paperone è costretto a rivenderla immediatamente per 10.000 dollari, cifra infinitamente inferiore a ciò che avrebbe guadagnato se avesse potuto iniziare le procedure di estrazione del metallo, in un'epoca in cui il rame era prezioso come l'oro a causa della diffusione della corrente elettrica, condotta da fili di rame.
Mentre Howard è americano, la madre di Rockerduck è inglese, il che fa sì che la rivalità tra Paperone e Rockerduck riecheggi lo storico astio tra scozzesi e inglesi. Il nome di Rockerduck Sr. è stato scelto da Don Rosa ispirandosi al personaggio interpretato da Walter Huston, Howard, nel film Il tesoro della Sierra Madre (1948).

## Storie italiane
Nella saga La ballata di John D. Rockerduck, oltre a rivelare che il suo secondo nome, Davison, proviene dal cognome della madre, vengono citati altri parenti, quali il trisavolo Jedediah, corsaro e mercante, il bisnonno Seamus, poeta ed esploratore, e il nonno Harold, detto "Doppia Cappa", re dei comignoli. Al padre Howard venne inoltre dedicato un premio, l'Howard Award, dato al miglior affarista dell'anno. Nella stessa storia, si scopre che Paperone era un grande amico di Howard e che conobbe John quando era ancora un paperotto, e che l'inizio della rivalità tra i due paperi più ricchi del mondo si deve allo stesso Howard, per spronare il figlio a fare sempre del proprio meglio.

## Apparizioni nei cartoni animati

### Ducktales
Assente in DuckTales - Avventure di paperi (era apparso soltanto in pochi fumetti legati alla serie), è uno degli antagonisti ricorrenti della seconda e terza stagione del reboot del 2017. In questa serie è un giovane rivale di Paperone ai tempi della corsa all'oro. Appare nella seconda stagione come un furfante magnate di città, che ruba le ricchezze delle cittadine del Far West con la promessa di farle diventare metropoli per poi tenersi tutti i profitti per sé. Si scopre alla fine della seconda stagione che è stato ibernato dalla F.O.W.L. per scopi nefasti. Nell'ultimo episodio della terza stagione un ringiovanito Rockerduck (grazie alla fonte della giovinezza), manda in battaglia la sua guardia del corpo contro Paperone, Paperino e Della. Jeeves viene però sconfitto da Beakley e Rockerduck è costretto a fuggire via. In inglese è doppiato da John Hodgman mentre in italiano da Sergio Lucchetti e dal 2024 da Lorenzo Andreaggi negli audiolibri.